# کاروانسرای بست فاریاب
کاروانسرای بست فاریاب مربوط به دوره صفوی است و در ۲۰ کیلومتری لار، بندرعباس واقع شده و این اثر در تاریخ ۱۹ مرداد ۱۳۸۴ با شمارهٔ ثبت ۱۲۷۶۹ به‌عنوان یکی از آثار ملی ایران به ثبت رسیده است.